# A180公路 (俄羅斯)
A180聯邦公路，又稱納爾瓦公路（На́рва），是俄羅斯的一條幹線公路，連接聖彼得堡和伊萬哥羅德，全長120公里。也是歐洲E20公路的一部分。